# 查尔斯·德拉海
查尔斯·德拉海（英語：Charles Delahaye，1905年3月19日—1973年3月17日），加拿大男子冰球运动员，场上位置是前锋。他曾代表加拿大参加1928年冬季奥林匹克运动会冰球比赛，获得一枚金牌。